# Mater Dolorosa (Regensburg)

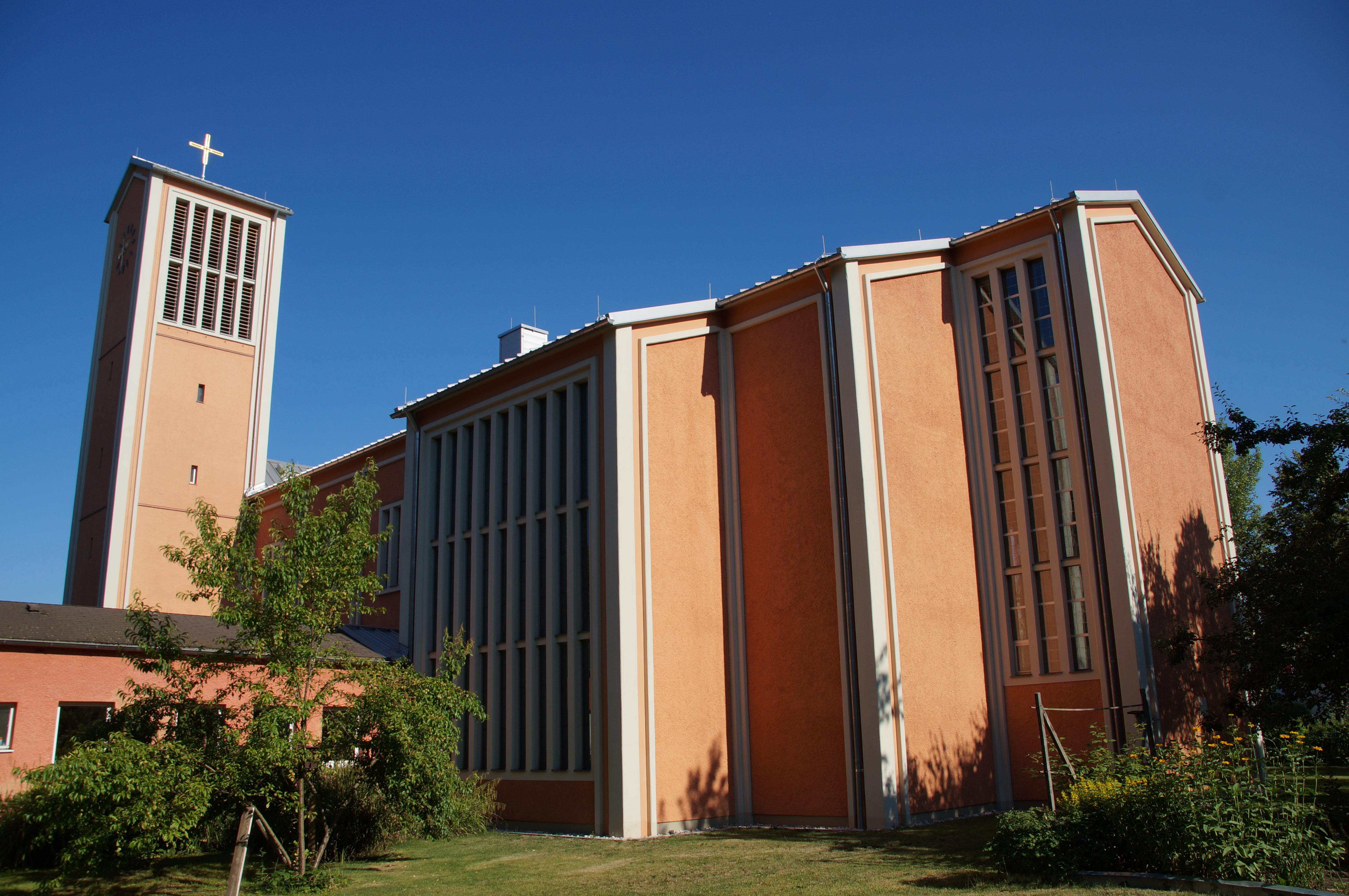
Katholische Pfarrkirche Mater Dolorosa

Die denkmalgeschützte katholische Pfarrkirche Mater Dolorosa mit der Adresse Hoher-Kreuz-Weg 9 steht im Ostenviertel von Regensburg.

## Geschichte

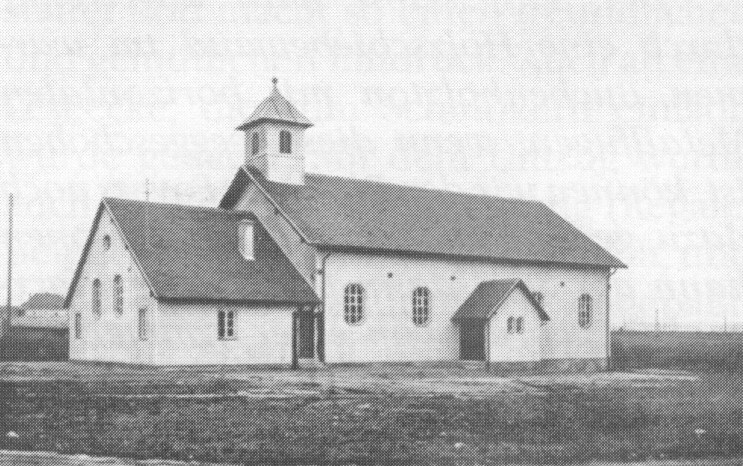
St. Judas Thaddäus in Regensburg

Ursprünglich war von der Pfarrei St. Anton eine steinerne Notkirche am Hohen Kreuz errichtet worden. Das Gebäude wurde am 13. Oktober 1929 auf St. Judas Thaddäus benediziert und eine Nebenkirche von St. Cäcilia. Die Kirche erhielt am 20. Dezember 1944 (wohl wegen der Nähe zum Regensburger Hafen) einen Bombentreffer und wurde stark beschädigt. Noch während einer provisorischen Reparatur wurde sie am 16. April 1945 wiederum von Fliegerbomben getroffen und vollkommen zerstört. Die Gottesdienste wurden vorübergehend in einem nahegelegenen Stadel der Brauerei Bischofshof abgehalten.
Der Bevölkerungszuwachs im Regensburger Osten in der Nachkriegszeit machte den Bau einer größeren Kirche notwendig. Hans Beckers errichtete 1952–1954 ein neues Gotteshaus, das trotz Protest der Bevölkerung am 13. Dezember 1953 als Mater Dolorosa benediziert wurde. Zuvor war am 1. Dezember 1953 Mater Dolorosa als Pfarrkuratie gegründet worden. 1964 wurde sie als eigenständige Pfarrei aus St. Cäcilia ausgegliedert. Die Pfarrei Mater Dolorosa wird seit 2005 von den Paulinern von St. Cäcilia mitbetreut.

## Gebäude
Die Kirche ist ein giebelständiger Saalbau mit Flachsatteldach, eingezogenem Chor mit Anräumen und Flankenturm in Stahlbeton-Rasterbauweise. Der Renaissance-Hochaltar aus dem Jahr 1620 stammt aus der Kreuzkapelle des ehemaligen Klosters Geisenfeld.

## Orgel
Die Kirche war bis 2018 mit der einzigen Multiplexorgel in Regensburg ausgestattet. Nachdem diese unspielbar geworden war, schaffte die Gemeinde eine digitale Sakralorgel an. Die Multiplexorgel wurde verkauft. Dafür wurde eine Pfeifenorgel des Orgelbauers Hendrik Jan Vierdag aus Enschede erworben, die ursprünglich für die 1964 erbaute reformierte Opstandingskerk (Auferstehungskirche) in Voorburg gefertigt worden war. Diese Kirche und das Gemeindezentrum wurden im Jahr 2018 geschlossen. Die nicht mehr benötigte Orgel wurde durch die niederländische  Firma J. L. van den Heuvel Orgelbouw nach Regensburg gebracht und am 25. November 2018 ihrer Bestimmung übergeben. Das rein mechanische Schleifladeninstrument hat folgende Disposition:
| I Hauptwerk C–g3 |            |       |
| 1.               | Prestant   | 8′    |
| 2.               | Roerfluit  | 8′    |
| 3.               | Oktaav     | 4′    |
| 4.               | Oktaav     | 2′    |
| 5.               | Mixtuur IV | 1 ⁄3′ |
| 6.               | Trompet    | 8′    |

| II Nebenwerk C–g3 |           |       |
| 7.                | Gedekt    | 8′    |
| 8.                | Fluit     | 4′    |
| 9.                | Nasard    | 2 ⁄3′ |
| 10.               | Woudfluit | 2′    |
| 11.               | Terts     | 1 ⁄3′ |
|                   | Tremulant |       |

| Pedal C–f1 |        |     |
| 12.        | Subbas | 16′ |
| 13.        | Oktaav | 8′  |
| 14.        | Fagot  | 16′ |

- Koppeln: II/I, I/P, II/P

## Glocken
Die Tonfolge der vier Glocken ist es1-ges1-as1-b1. Sie wurden 1956 von Georg Hofweber in Regensburg gegossen.